# Pieris marginalis
Espèce
Pieris marginalis est une espèce d'insectes lépidoptères (papillons) de la famille des Pieridae, de la sous-famille des Pierinae et du genre Pieris.

## Dénomination
Pieris marginalis a été nommé par Samuel Hubbard Scudder en 1861.
Synonymes : Pieris pallida Scudder, 1861 ; Pontia napi pallida ; Dyar, 1903.

### Noms vernaculaires
Pieris marginalis se nomme Margined White en anglais.

### Sous-espèces
- Pieris marginalis castoria Reakirt, 1966 ; en Californie.
- Pieris marginalis mcdunnoughi Remington, 1954 ; dans les Montagnes Rocheuses.
- Pieris marginalis reicheli Eitschberger, 1983 ; en Colombie-Britannique.
- Pieris marginalis venosa (Scudder, 1861) ; en Californie[1].

## Description
Ce papillon de petite taille (son envergure varie de 35 à 57 mm) est blanc, blanc pur dans sa forme estivale, plus grisé dans sa forme printanière, avec chez la femelle deux taches grisées à l'aile antérieure.
Le revers est blanc avec des veines très visibles colorées en gris,.

## Biologie

### Période de vol et hivernation
Il vole en deux générations qui émergent en avril et en juillet-août mais en une seule génération de mi-mai à début août tout au nord de son aire.
Il hiberne au stade de chrysalide.

### Plantes hôtes
Les plantes hôtes de la chenille sont des Dentaria, Dentaria angulata, Dentaria pulcherrima, Dentaria breweri et Rorippa nasturtium-aquaticum.

## Écologie et distribution
Il est présent dans le nord-ouest et sur la côte ouest de l'Amérique du Nord, au Canada dans le Yukon et la Colombie-Britannique et aux États-Unis dans les Montagnes Rocheuses jusqu'au Nouveau-Mexique, dans l'État de Washington, l'Oregon, l'Idaho, l'Utah, le Wyoming, le Colorado et en Californie,.

### Biotope
Il réside dans les pinèdes clairsemées.

### Protection
Pas de statut de protection particulier.